# Joanne (Lady Gaga-dal)
A Joanne (ismert még Joanne (Where Do You Think You're Goin’?) címmel is) Lady Gaga amerikai énekesnő dala 2016-os szintén Joanne címmel megjelent ötödik stúdióalbumáról. A dal 2017. december 22-én jelent meg az album hivatalos harmadik kislemezeként Olaszországban, majd ezt követően a zongorás verzió világszerte 2018. január 26-án. A dal szövegét és produceri munkáját Lady Gaga és Mark Ronson készítették, illetve a produceri feladatokban BloodPop is részt vett. Az énekesnő halott nagynénje, Joanne Germanotta által inspirált dal az album zenei irányának fókuszpontjává vált. Gaga azt szerette volna, hogy a dal gyógyító hatással legyen azok számára, akik valamilyen veszteséget éltek át az életükben.
Zeneileg a country műfajába sorolható dal leegyszerűsített akusztikus kompozícióval rendelkezik. Dalszövegét tekintve Joanne haláláról énekel Gaga családjának szemszögéből. A számot dicsérték a kritikusok Gaga vokáljáért és a kompozíció leegyszerűsített stílusáért. A Joanne felkerült a slágerlistákra Franciaországban és az Egyesült Királyságban is. A dal szerepel Gaga Joanne World Tour elnevezésű világ körüli turnéjának számlistáján, illetve felcsendül a 2017-es Gaga: Five Foot Two című dokumentumfilmben is.

## Háttér és elkészítés

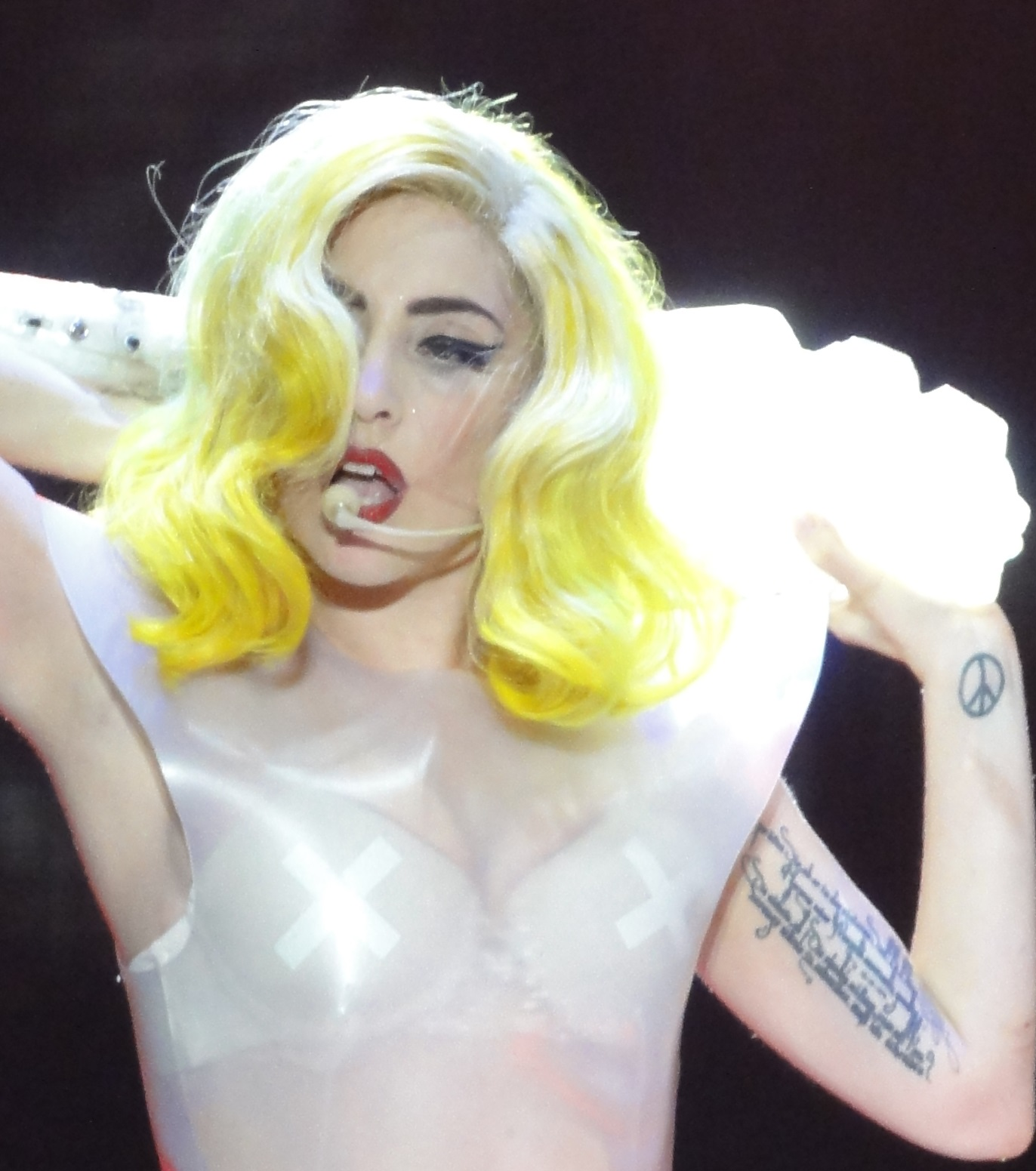
Gaga bal bicepszén található tetoválásán olvasható Joanne halálának dátuma Rainer Maria Rilke egyik versének sorai között

Lady Gaga elhunyt nagynénje, Joanne Germanotta nagy hatással volt az énekesnő életére és karrierjére. Gaga elhelyezte nagynénje egyik kiadatlan versét első albumának CD füzetébe és rátetoválta halálának dátumát a bal karjára. Eredetileg írt Paradise címmel egy dalt, amelyet a nagynénje inspirált, miközben Tony Bennett-tel közös Cheek to Cheek című negyedik stúdióalbumán dolgozott 2014-ben. Végül a dal azonban nem kapott helyet a kiadványon. Miközben ötödik stúdióalbumán, a 2016-os Joanne-en munkálkodott, megírta a címadó dalt Mark Ronson producerrel a Shangri-La Studios-ban, ahol az album többi részét is elkészítették. Gaga a dalt „a lemez igazi szívének és lelkének” nevezte és kiemelte, hogy a Joanne milyen nagy hatással volt rá és családjára. A BBC-nek adott interjújában beszélt ezzel kapcsolatban:

„19 éves korában halt meg, és ez a családunkkal maradt a húgom és az én megszületésemen keresztül is. Ez a folyamatosan fennálló veszteség érzés vagy valaki elvesztése az életedben oly közeli, olyan mint egy földrengés. Az egész családot megrázza még a jövőben is.”

Egy interjúban, amit a The Sun-nal készített Gaga arról beszélt, hogy egy olyan dalt akart készíteni, amely édesapja életre szóló fájdalmáról szól: „Sosem tudtam teljes mértékben megérteni, hogy édesapám miért volt olyan szomorú. Volt benne valamiféle veszteség vagy trauma, amit nem tudtam felfogni. Szóval akartam készíteni egy dalt, amely igazán gyógyító lenne az apukámnak.” Arról is mesélt, hogy milyen volt, mikor első alkalommal játszotta le neki a dalt: „Ránéztem, ő pedig visszanézett rám, és azt mondta, hogy »Honnan tudtad? Honnan tudtad, hogy ezt akartam elmondani?«”
Joanne halálát a lupusz nevű autoimmun betegségéből fakadó komplikációk okozták. Egy interjúban Gaga elárulta, hogy Joanne lupusz betegsége súlyosbodott, miután szexuálisan bántalmazták, és végül ennek következtében hunyt el 1974-ben. A Dive Bar Tour koncertsorozatának New York-i állomásán elmondta, hogy annak ellenére, hogy Joanne és a dal családja számára fontos, azt akarta, hogy mindenkire hatással legyen, aki bármelyik szerette halálát kénytelen volt elszenvedni:

„Már egy teljes éve dalokat írtam, mielőtt Mark és én stúdióba vonultunk… A rajongókra gondoltunk minden nap mikor ezt a zenét készítettük. Amikor megcsináltuk ezt a dalt, egyszerűen azt gondoltuk, hogy egy gyönyörű és őszinte dal, de miután kijött ez a felvétel és mindenki hallotta, és elmentek édesapám éttermébe a Joanne-be, New York-ban hogy ünnepeljenek, láttam az édesapám szemében egy tekintetet, amit soha nem láttam egész életemben, mert mikor az apukám még egészen fiatal volt, elvesztette a testvérét, Joanne-t. Néha azon tűnődtem, hogy találkozom-e valaha az igazi apámmal tudjátok, mert néha olyan rossz dolgok történnek az életedben, hogy belehalsz, vagy egy részed meghal, és miután ez a felvétel megjelent, esküszöm, hogy apukám ezen része feléledt. Remélem, hogy mikor meghallgatjátok a családotokkal, és a korábbi vagy friss veszteségetekre gondoltok… Remélem, hogy ez a dal képes meggyógyítani titeket, ahogy a családomat meggyógyította.”

## Felvételek és kompozíció
A Joanne egy akusztikus country ballada. Stephen Thomas Erlewine az AllMusic-tól azt állította, hogy a szám „kikacsint” Dolly Parton 1973-as Jolene című dalára. Egy interjúban, amit Gaga Zane Lowe-val készített a Beats 1-tól, az énekesnő elárulta, hogy egyetlen felvétellel készült a dal. A Joanne 4/4-es ütemben íródott közepesen lassú tempójú dal 74-es percenkénti leütésszámmal. G-mollban íródott, Gaga hangterjedelme pedig E3-tól D5-ig terjed. A Joanne akkordmenete G–D–C–G–D–C a verzékben, míg C–D–Em–C–C/B–Am7–D a refrénben. Az album verzió hossza 3 perc és 16 másodperc, míg a zongorás verzió 4 perc és 39 másodperces.
Az album harmadik dalaként a Joanne az első lassabb tempójú dal a kiadványon. Kompozíciója leegyszerűsített, Gaga vokáljához egy akusztikus gitár társul. Az énekesnő egy más hangfekvést használ, amitől a szám hangzása olyan, mint egy altatódal hozzáadott ütőshangszerekkel. Andrew Unterberger a Billboard-tól megjegyezte, hogy a Joanne előtt tisztelgő dalszöveg egyes szám első személyben íródott, de kontextusa Gaga családjának szemszögéből származik a nagynénje haláláról.
A dal szövegének megírását és a produceri munkát Gaga és Ronson készítették, de BloodPop is részt vett a produceri feladatokban. Dave Russell és Joshua Blair vették fel a dalt a kaliforniai Malibuban található Shangri-La Studios-ban, ahol asszisztensként David Covell és Johnnie Burik is részt vettek a munkában. A hangfelvétellel kapcsolatos további teendőket Blair és Justin Smith végezték a kaliforniai Burbankben található Pink Duck Studios-ban. Tom Elmhirst volt a felelős a Joanne hangkeveréséért a New York-i Electric Lady Studios-ban, amihez asszisztált Joe Visciano és Brandon Bost is. A maszterelést a szintén New York-i Sterling Sound Studios-ban Tom Coyne és Randy Merrill csinálták. A Joanne-ben számos hangszer felcsendül, köztük Ronsontól basszusgitár, gitár, billentyűs hangszerek és egy Mellotron; Harper Simontól akusztikus gitár; és Gagától ütőhangszerek.

## Kritikusi fogadtatás
Rob Sheffield a Rolling Stone-tól a Joanne-t egy „érzelmes balladaként” írta le, ahol „a diszkó vagy csillogás minden nyomát” elnémítják „a feltűnően cincogós ujjak a gitár húrjain”. Az NME-től Emily Mackay úgy vélte, hogy „egy remek, egyszerűen szép búcsúzkodó dal, amely még gyengédebben érzelmes, mint bármi, amit Gaga korábban csinált, és inkább az érzelmi energiát mutatja be vele, mint a remek hangjának erejét”. Sal Cinquemani a Slant Magazine-tól pozitívan vélekedett a dalról az albumon található többi balladához képest, és azt állította, hogy a dal „egy magasztos hookot és egy viszonylag visszafogott hangi előadást használ”. Az Idolator kritikusa, Patrick Brown úgy gondolta, hogy „a Joanne határozottan a legjobb példa »a valós és személyes«  esztétikumnak, amelyről Gaga beszélt az album megjelenését megelőzően, tele szép gitárjátékkal és vitathatóan Gaga legjobb vokáljával”. Marc Snetiker az Entertainment Weekly-től azt írta, hogy ez „Gaga évek óta legőszintébb és legeredetibb balladája”.
A The Daily Telegraph munkatársa, Neil McCormich a számot „bájosnak” nevezte, és azt írta róla, hogy „csiszolatlan egyenességgel került eléneklésre, kiemelve a célokkal teli élet témáját dalszövegében”. Sandy Cohen a The Washington Times-tól azt mondta, hogy „a címadó dal megfelelően gyengéd, habár Gaga hangja mesterkéltnek hangzik. Akusztikus gitárral és egyszerű ütősdobokkal támogatva, mindez végül egy időtlen érzetet kölcsönöz a dalnak.” A The Irish Times-nak írva Laurence Mackin „egy káprázatos gitárballadának” nevezte, amiről úgy vélte, hogy „levetkőzi a műanyag pop páncélzatot, és megmutat egy sokkal keményebb, nyersebb oldalt”. Ezzel szemben Jon Caramanica a The New York Times-tól azon a véleményen volt, hogy „a címadó dalban szerepel a legkevésbé előadott éneklés – hallgassák meg, miként laposítja el a magánhangzókat a gesztikuláció érdekében – de túlságosan bizonytalan ahhoz, hogy támaszkodni lehessen rá.”

## Videóklip
2018. január 24-én Gaga Twitterén jelentette be, hogy ki fog adni egy videóklipet a dal zongorás verziójával. A megjelenéssel egy időben az énekesnő arra szorgalmazta az embereket, hogy adományozzanak a lupus betegség gyógyítására alapított New York-i Lupus Research Alliance nevű szervezetnek. A klip, amely két nappal később debütált, lazán folytatja a Joanne album előző videóinak történetét. Ott kezdődik, ahol a John Wayne klipje véget ért, amiben Gaga gitárjával együtt az erdő felé veszi az irányt. A Joanne klipjében fekete-fehér és színes jelenetek váltakoznak egymással, és az látható benne, ahogy az énekesnő hangszereken játszik, a szabadban sétál, biliárdozik a barátaival, illetve egyedül tölti az idejét az erdőben. A nyitóképkockán olvasható, hogy ki volt Joanne, a záróképkockán pedig a születési dátuma és a halálának napja szerepel. A videóban megjelenik Gaga húga, Natali Germanotta is.
Joey Nolfi az Entertainment Weekly-től a klipet „gyönyörűnek” nevezte, és úgy érezte, hogy „előnyben részesíti az utazás szépségét a végcéllal szemben… Még mindig nem tudjuk, hogy [Gaga] mit gondol, hogy merre tart.” Hollee Actman Becker az Elite Daily-től szimbolikus ábrázolást talált abban a jelenetben, mikor Gaga átkel a hídon a háttérben egy szivárvánnyal az égbolton. Meglátása szerint ez azt jelképezte, ahogy Joanne átment a túlvilágra. „Micsoda csodálatos megemlékezés – olyan szép és nyers”, összegezte Becker. Evelyn Wang a W magazintól dicsérte Gagát, hogy videóklipet adott ki egy már régi dalhoz, és megjegyezte, hogy a klip milyen „távol áll a John Wayne pszichedelikus grindhouse duhajkodásától, és inkább egy leegyszerűsített, könnyed séta az erdőn át… Mivel a Joanne egy nyers, érzelmes ballada, a zongorás verzió pedig még inkább ilyen, a kamera nem tér le a Gaga arcán megjelenő katarzisról.” Megan Reynolds a Jezebel-től egyetértett Wanggal, és a videót „lágynak és csendesen bájosnak” írta le, majd hozzátette, hogy „Gaga önmaga legjobb énjét adja” a videóban.

## Élő előadások és médiaszereplések

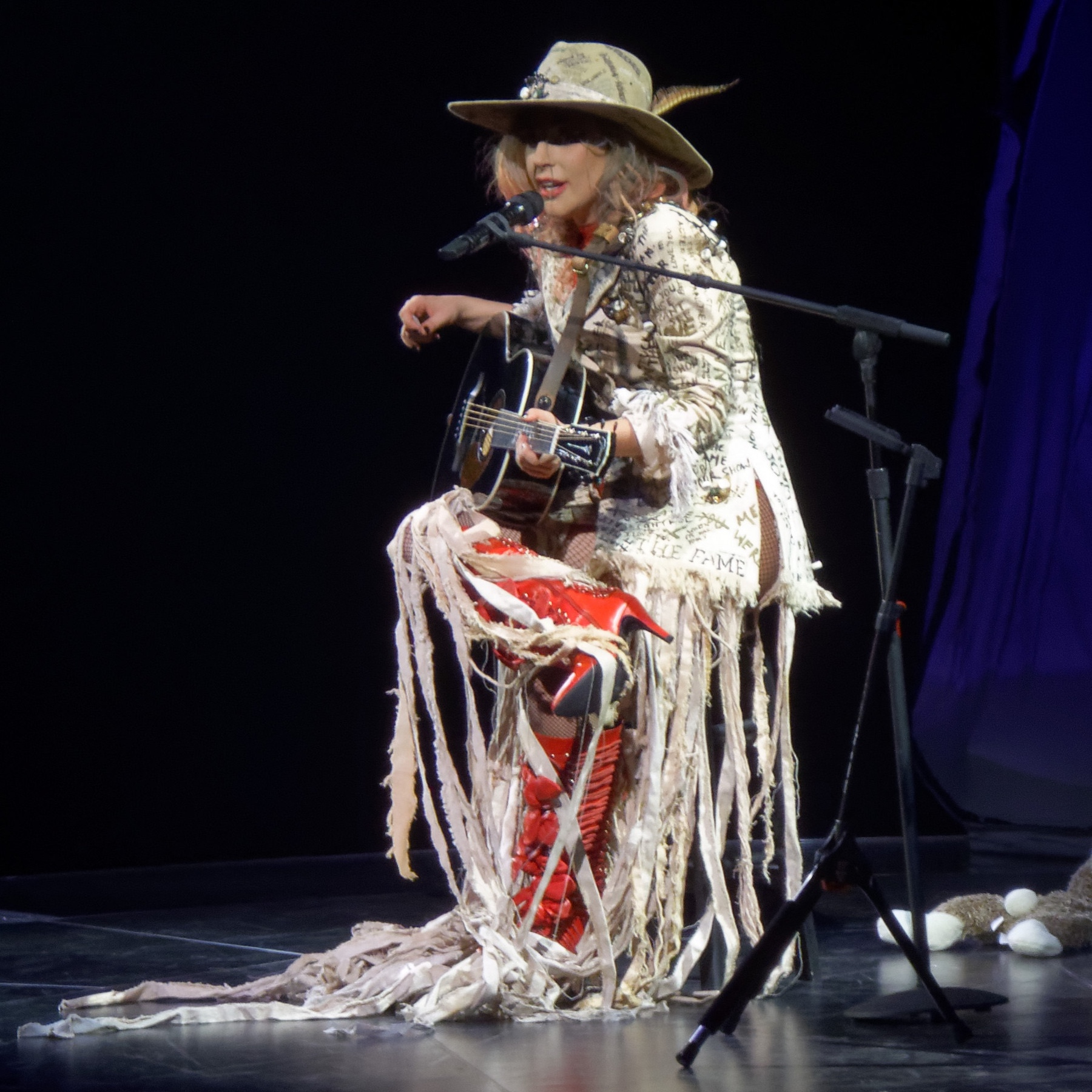
Lady Gaga gitáron játszva adta elő a dalt a Joanne World Tour-on

A Joanne első nyilvános megjelenése 2016. október 21-én volt egy 15 másodperces Budweiser reklámban, amelyben Gaga volt látható, ahogy egy kocsmában táncol és énekli a számot. Ezzel a reklámmal a Dive Bar Tour című rövid, három koncertből álló turnéját népszerűsítette, amelyek során amerikai kocsmákban adta elő új dalait, köztük a Joanne-t is. A dal következő előadása a News Zero című japán televíziós műsorban volt. Gaga előadta a dalt Joanne World Tour elnevezésű koncertsorozatán, ahol a dal eléneklése közben leült egy gitárral a kezében, amibe a „Joanne” név van belevésve. Gaga a koncert ezen részén egy rojtos blézert és egy széles karimájú kalapot viselt. Tom Murray az Edmonton Journal-től azt írta, hogy a szám „a show meztelen, érzelmes magja volt”. A turné első philadelphiai koncertjéről írva A. D. Amorosi a Philly Voice-tól az est fénypontjának nevezte a dal előadását, majd hozzátette, hogy „semmi sem készítette fel az embert a meleg, könnyekig hatóan érzelmes Joanne-re. Egy kisebb színpadon Gaga akusztikus gitárjátékával bemutatott balladát a családi sebeknek és kötelékeknek szentelte, és ez a kötelék legalább annyira izgalmas volt, mint bármilyen színpadi különleges effekt.”
A Joanne felcsendült a Gaga: Five Foot Two című dokumentumfilmben, amely az ugyanezen címmel kiadott nagylemez elkészítését és az énekesnő életét igyekezett bemutatni. Az egyik jelenetben Gaga és édesapja meglátogatják az énekesnő nagymamáját az otthonában, hogy meghallgathassa a lányáról készült dalt. Gaga édesapját „elöntik az érzelmek, és kilép a szobából a látogatás során”, míg a nagymamája megerősíti az énekesnőt, hogy „jól sikerült” a dal. Spencer Kornhaber a The Atlantic-től ezt a jelenetet „a legemlékezetesebbnek” nevezte a dokumentumfilmben. Bonnie Stiernberg a Billboard-tól úgy vélte, hogy „a film eléri tetőpontját ezen kulcsjelenet alatt”, és „egy bensőséges, egykamerás felvételként” írta le, amely során „Gaga nagymamájának arcáról édesapjára, majd Gagára mozog a kamera, aki lejátssza a dalt mobiltelefonján”. Leslie Helperin a The Hollywood Reporter-től szintén kiemelte az önéletrajzi film ezen részét, amiről azt írta, hogy „különösen megigéző az a jelenet, amelyben lejátssza a Joanne-t öreg nagymamájának. Gaga tisztán láthatóan vágyik a jóváhagyásra és engedélyre az idős hölgytől, és úgy tűnik, hogy egy katartikus drámát kíván létrehozni a jelenetből, azonban a nagymamája úgy fest, hogy ellenáll a túlzott érzelmeknek, és ahhoz ragaszkodik, hogy a veszteség már a múlt része csupán.”

## A kislemez dalai és formátuma
- Digitális letöltés – Album verzió[14]

1. Joanne – 3:16

- Digitális letöltés – Zongorás verzió[15]

1. Joanne (Where Do You Think You're Goin'?) [Zongorás verzió] – 4:39

## Közreműködők és menedzsment
A következő közreműködők listája a Joanne albumon található CD füzetkében található.

### Menedzsment
- Felvételek a Shangri-La Studios-ban (Malibu, Kalifornia) és a Pink Duck Studios-ban (Burbank, Kalifornia)
- Hangkeverés az Electric Lady Studios-ban (New York City, New York)
- Maszterelés a Sterling Sound Studios-ban (New York City, New York)
- Közzétette a Sony/ATV Songs LLC, a House of Gaga Publishing (BMI) és az Imagem CV/Songs of Zelig (BMI)

### Közreműködő személyek
- Lady Gaga – dalszerzés, fő vokál, producer, ütőhangszerek
- Mark Ronson – dalszerzés, producer,basszusgitár, gitár, billentyűs hangszerek, Mellotron
- BloodPop – producer, billentyűs hangszerek, rhythm track
- Harper Simon – gitár
- Dave Russell – felvétel
- Joshua Blair – felvétel
- Justin Smith – felvétel
- David "Squirrel" Covell – felvétel asszisztens
- Johnnie Burik – felvétel asszisztens
- Tom Elmhirst – hangkeverés
- Joe Visciano – hangkeverés asszisztens
- Brandon Bost – hangkeverésa asszisztens
- Tom Coyne – maszterelés
- Randy Merrill – maszterelés

## Slágerlistás helyezések
A Syndicat National de l’Édition Phonographique adatai szerint a Joanne a 190. helyen debütált Franciaországban, amely későbbi legjobb helyezése is volt egyben. Másutt a 154. helyet érte el az Egyesült Királyság kislemezlistáján, míg a 45. pozíciót szerezte meg az Egyesült Államokban a Billboard Pop Digital Songs elnevezésű slágerlistáján.
| Slágerlista (2016)                           | Legjobb helyezés |
| -------------------------------------------- | ---------------- |
| Egyesült Királyság (Official Charts Company) | 154              |
| Franciaország (Single Top 100)               | 190              |
| USA Pop Digital Songs (Billboard)            | 45               |

## Megjelenési történet
| Ország      | Dátum              | Formátum           | Verzió          | Kiadó                 |
| ----------- | ------------------ | ------------------ | --------------- | --------------------- |
| Olaszország | 2017. december 22. | Pop rádió          | Album verzió    | Universal Music Group |
| Világszerte | 2018. január 26.   | Digitális letöltés | Zongorás verzió | Interscope, Universal |

## Fordítás
- Ez a szócikk részben vagy egészben  a   Joanne (Lady Gaga song) című angol Wikipédia-szócikk fordításán alapul.  Az eredeti cikk szerkesztőit annak laptörténete sorolja fel. Ez a jelzés csupán a megfogalmazás eredetét és a szerzői jogokat jelzi, nem szolgál a cikkben szereplő információk forrásmegjelöléseként.